# Saíra-andina-de-cabeça-azul
Saíra-andina-de-cabeça-azul (Sporathraupis cyanocephala) é uma ave passeriforme da família dos traupídeos de coloração marcada azul e amarela, encontrado na Bolívia, Colômbia, Equador, Peru, Venezuela e em Trindade e Tobago.